# Bukiyō taiyō
„Bukiyō taiyō” (jap. 不器用太陽) – piętnasty singel japońskiego zespołu SKE48, wydany w Japonii 30 lipca 2014 roku przez avex trax.
Singel został wydany w dziewięciu edycjach: czterech regularnych i czterech limitowanych (Type A, Type B, Type C, Type D) oraz „teatralnej” (CD). Osiągnął 1 pozycję w rankingu Oricon i pozostał na liście przez 19 tygodni, sprzedał się w nakładzie 464 116 egzemplarzy. Singel zdobył status podwójnej platynowej płyty.

## Lista utworów
Wszystkie utwory zostały napisane przez Yasushiego Akimoto.

### Type A
| CD  | | | |      |
| Nr  | Tytuł | Kompozycja | Aranżacja | Czas |
| 1.  | „Bukiyō taiyō” (jap. 不器用太陽) | Akio | Yūichi "Masa" Nonaka | 5:13 |
| 2.  | „Hōkago Race” (jap. 放課後レース) (wyk. Team S) | Ryūsuke Shigenaga | Ikuta Machine | 3:50 |
| 3.  | „Coming soon” (wyk. Boatpier Senbatsu) | Kōhei Wada | Kōhei Wada | 5:49 |
| 4.  | „Tomodachi no mama de” (jap. 友達のままで) (wyk. Selection 10) | Kōta Ogawa | Makoto Wakatabe | 4:05 |
| 5.  | „Bukiyō taiyō” (jap. 不器用太陽) (off vocal) | Akio | Yūichi "Masa" Nonaka | 5:13 |
| 6.  | „Hōkago Race” (jap. 放課後レース) (off vocal) | Ryūsuke Shigenaga | Ikuta Machine | 3:50 |
| 7.  | „Coming soon” (off vocal) | Kōhei Wada | Kōhei Wada | 5:49 |
| 8.  | „Tomodachi no mama de” (jap. 友達のままで) (off vocal) | Kōta Ogawa | Makoto Wakatabe | 4:05 |
| DVD | | | |      |
| Nr  | Tytuł | Tytuł | Tytuł | Czas |
| 1.  | „Bukiyō taiyō” (jap. 不器用太陽) (Music Video) | „Bukiyō taiyō” (jap. 不器用太陽) (Music Video) | „Bukiyō taiyō” (jap. 不器用太陽) (Music Video) |      |
| 2.  | „Hōkago Race” (jap. 放課後レース) (Music Video) | „Hōkago Race” (jap. 放課後レース) (Music Video) | „Hōkago Race” (jap. 放課後レース) (Music Video) |      |
| 3.  | „Tokuten eizō „Team S no kiseki ~SKE48 hatsu no sokaku (2013.4.13) → Zepu Nagoya (2014.5.12)~” documentary movie” (jap. 特典映像「Team Sの軌跡〜SKE48初の組閣（2013.4.13）→Zepp Nagoya（2014.5.12）〜」documentary movie) | „Tokuten eizō „Team S no kiseki ~SKE48 hatsu no sokaku (2013.4.13) → Zepu Nagoya (2014.5.12)~” documentary movie” (jap. 特典映像「Team Sの軌跡〜SKE48初の組閣（2013.4.13）→Zepp Nagoya（2014.5.12）〜」documentary movie) | „Tokuten eizō „Team S no kiseki ~SKE48 hatsu no sokaku (2013.4.13) → Zepu Nagoya (2014.5.12)~” documentary movie” (jap. 特典映像「Team Sの軌跡〜SKE48初の組閣（2013.4.13）→Zepp Nagoya（2014.5.12）〜」documentary movie) |      |

### Type B
| CD  | | | |      |
| Nr  | Tytuł | Kompozycja | Aranżacja | Czas |
| 1.  | „Bukiyō taiyō” (jap. 不器用太陽) | Akio | Yūichi "Masa" Nonaka | 5:13 |
| 2.  | „Sayonara kinō no jibun” (jap. サヨナラ 昨日の自分) (wyk. Team KII) | Ryūsuke Taira | Keigo Yō | 3:51 |
| 3.  | „Coming soon” (wyk. Boatpier Senbatsu) | Kōhei Wada | Kōhei Wada | 5:49 |
| 4.  | „Tomodachi no mama de” (jap. 友達のままで) (wyk. Selection 10) | Kōta Ogawa | Makoto Wakatabe | 4:05 |
| 5.  | „Bukiyō taiyō” (jap. 不器用太陽) (off vocal) | Akio | Yūichi "Masa" Nonaka | 5:13 |
| 6.  | „Sayonara kinō no jibun” (jap. サヨナラ 昨日の自分) (off vocal) | Ryūsuke Taira | Keigo Yō | 3:51 |
| 7.  | „Coming soon” (off vocal) | Kōhei Wada | Kōhei Wada | 5:49 |
| 8.  | „Tomodachi no mama de” (jap. 友達のままで) (off vocal) | Kōta Ogawa | Makoto Wakatabe | 4:05 |
| DVD | | | |      |
| Nr  | Tytuł | Tytuł | Tytuł | Czas |
| 1.  | „Bukiyō taiyō” (jap. 不器用太陽) (Music Video) | „Bukiyō taiyō” (jap. 不器用太陽) (Music Video) | „Bukiyō taiyō” (jap. 不器用太陽) (Music Video) |      |
| 2.  | „Sayonara kinō no jibun” (jap. サヨナラ 昨日の自分) (Music Video) | „Sayonara kinō no jibun” (jap. サヨナラ 昨日の自分) (Music Video) | „Sayonara kinō no jibun” (jap. サヨナラ 昨日の自分) (Music Video) |      |
| 3.  | „Tokuten eizō „Team KII no kiseki ~SKE48 hatsu no sokaku (2013.4.13) → Zepu Namba (2014.5.13)~” documentary movie” (jap. 特典映像「Team KIIの軌跡〜SKE48初の組閣（2013.4.13）→Zepp Namba（2014.5.13）〜」documentary movie) | „Tokuten eizō „Team KII no kiseki ~SKE48 hatsu no sokaku (2013.4.13) → Zepu Namba (2014.5.13)~” documentary movie” (jap. 特典映像「Team KIIの軌跡〜SKE48初の組閣（2013.4.13）→Zepp Namba（2014.5.13）〜」documentary movie) | „Tokuten eizō „Team KII no kiseki ~SKE48 hatsu no sokaku (2013.4.13) → Zepu Namba (2014.5.13)~” documentary movie” (jap. 特典映像「Team KIIの軌跡〜SKE48初の組閣（2013.4.13）→Zepp Namba（2014.5.13）〜」documentary movie) |      |

### Type C
| CD  | | | |      |
| Nr  | Tytuł | Kompozycja | Aranżacja | Czas |
| 1.  | „Bukiyō taiyō” (jap. 不器用太陽) | Akio | Yūichi "Masa" Nonaka | 5:13 |
| 2.  | „Banana kakumei” (jap. バナナ革命) (wyk. Team E) | IKEZO | Makoto Wakatabe | 4:07 |
| 3.  | „Coming soon” (wyk. Boatpier Senbatsu) | Kōhei Wada | Kōhei Wada | 5:49 |
| 4.  | „Tomodachi no mama de” (jap. 友達のままで) (wyk. Selection 10) | Kōta Ogawa | Makoto Wakatabe | 4:05 |
| 5.  | „Bukiyō taiyō” (jap. 不器用太陽) (off vocal) | Akio | Yūichi "Masa" Nonaka | 5:13 |
| 6.  | „Banana kakumei” (jap. バナナ革命) (off vocal) | IKEZO | Makoto Wakatabe | 4:07 |
| 7.  | „Coming soon” (off vocal) | Kōhei Wada | Kōhei Wada | 5:49 |
| 8.  | „Tomodachi no mama de” (jap. 友達のままで) (off vocal) | Kōta Ogawa | Makoto Wakatabe | 4:05 |
| DVD | | | |      |
| Nr  | Tytuł | Tytuł | Tytuł | Czas |
| 1.  | „Bukiyō taiyō” (jap. 不器用太陽) (Music Video) | „Bukiyō taiyō” (jap. 不器用太陽) (Music Video) | „Bukiyō taiyō” (jap. 不器用太陽) (Music Video) |      |
| 2.  | „Banana kakumei” (jap. バナナ革命) (Music Video) | „Banana kakumei” (jap. バナナ革命) (Music Video) | „Banana kakumei” (jap. バナナ革命) (Music Video) |      |
| 3.  | „Tokuten eizō „Team E no kiseki ~SKE48 hatsu no sokaku (2013.4.13) → Zepu Sapporo (2014.5.15)~” documentary movie” (jap. 特典映像「Team Eの軌跡〜SKE48初の組閣（2013.4.13）→Zepp Sapporo（2014.5.15）〜」documentary movie) | „Tokuten eizō „Team E no kiseki ~SKE48 hatsu no sokaku (2013.4.13) → Zepu Sapporo (2014.5.15)~” documentary movie” (jap. 特典映像「Team Eの軌跡〜SKE48初の組閣（2013.4.13）→Zepp Sapporo（2014.5.15）〜」documentary movie) | „Tokuten eizō „Team E no kiseki ~SKE48 hatsu no sokaku (2013.4.13) → Zepu Sapporo (2014.5.15)~” documentary movie” (jap. 特典映像「Team Eの軌跡〜SKE48初の組閣（2013.4.13）→Zepp Sapporo（2014.5.15）〜」documentary movie) |      |

### Type D
| CD  | | | |      |
| Nr  | Tytuł | Kompozycja | Aranżacja | Czas |
| 1.  | „Bukiyō taiyō” (jap. 不器用太陽) | Akio | Yūichi "Masa" Nonaka | 5:13 |
| 2.  | „Koi yori mo Dream” (jap. 恋よりもDream) (wyk. Da~su~, Tsu~ma~ & Ni~ta~) | Yoshifumi Kōchi | Hiroshi Sasaki | 4:48 |
| 3.  | „Coming soon” (wyk. Boatpier Senbatsu) | Kōhei Wada | Kōhei Wada | 5:49 |
| 4.  | „Tomodachi no mama de” (jap. 友達のままで) (wyk. Selection 10) | Kōta Ogawa | Makoto Wakatabe | 4:05 |
| 5.  | „Bukiyō taiyō” (jap. 不器用太陽) (off vocal) | Akio | Yūichi "Masa" Nonaka | 5:13 |
| 6.  | „Koi yori mo Dream” (jap. 恋よりもDream) (off vocal) | Yoshifumi Kōchi | Hiroshi Sasaki | 4:48 |
| 7.  | „Coming soon” (off vocal) | Kōhei Wada | Kōhei Wada | 5:49 |
| 8.  | „Tomodachi no mama de” (jap. 友達のままで) (off vocal) | Kōta Ogawa | Makoto Wakatabe | 4:05 |
| DVD | | | |      |
| Nr  | Tytuł | Tytuł | Tytuł | Czas |
| 1.  | „Bukiyō taiyō” (jap. 不器用太陽) (Music Video) | „Bukiyō taiyō” (jap. 不器用太陽) (Music Video) | „Bukiyō taiyō” (jap. 不器用太陽) (Music Video) |      |
| 2.  | „Koi yori mo Dream” (jap. 恋よりもDream) (Music Video) | „Koi yori mo Dream” (jap. 恋よりもDream) (Music Video) | „Koi yori mo Dream” (jap. 恋よりもDream) (Music Video) |      |
| 3.  | „Tokuten eizō „SKE48 shin Team iseki kennin Member no kiseki ~7-ri sorezore no shintenchi e no chōsen~ ” documentary movie” (jap. 特典映像「SKE48 新チーム移籍・兼任メンバーの軌跡〜7人それぞれの新天地への挑戦〜」documentary movie) | „Tokuten eizō „SKE48 shin Team iseki kennin Member no kiseki ~7-ri sorezore no shintenchi e no chōsen~ ” documentary movie” (jap. 特典映像「SKE48 新チーム移籍・兼任メンバーの軌跡〜7人それぞれの新天地への挑戦〜」documentary movie) | „Tokuten eizō „SKE48 shin Team iseki kennin Member no kiseki ~7-ri sorezore no shintenchi e no chōsen~ ” documentary movie” (jap. 特典映像「SKE48 新チーム移籍・兼任メンバーの軌跡〜7人それぞれの新天地への挑戦〜」documentary movie) |      |

### Wer. teatralna
| CD |                                                                |            |                      |      |
| Nr | Tytuł                                                          | Kompozycja | Aranżacja            | Czas |
| 1. | „Bukiyō taiyō” (jap. 不器用太陽)                               | Akio       | Yūichi "Masa" Nonaka | 5:13 |
| 2. | „Coming soon” (wyk. Boatpier Senbatsu)                         | Kōhei Wada | Kōhei Wada           | 5:49 |
| 3. | „Tomodachi no mama de” (jap. 友達のままで) (wyk. Selection 10) | Kōta Ogawa | Makoto Wakatabe      | 4:05 |
| 4. | „SKE48 15th single medley”                                     |            |                      |      |
| 5. | „Bukiyō taiyō” (jap. 不器用太陽) (off vocal)                   | Akio       | Yūichi "Masa" Nonaka | 5:13 |
| 6. | „Coming soon” (off vocal)                                      | Kōhei Wada | Kōhei Wada           | 5:49 |
| 7. | „Tomodachi no mama de” (jap. 友達のままで) (off vocal)         | Kōta Ogawa | Makoto Wakatabe      | 4:05 |

## Skład zespołu
| „Bukiyō taiyō” |
| --- |
| - SKE48 Team S: Rion Azuma, Masana Ōya, Ryōha Kitagawa, Haruka Futamura - SKE48 Team S / AKB48 Team K: Jurina Matsui (środek) - SKE48 Team S / NMB48 Team BII: Miyuki Watanabe - SKE48 Team S / SNH48 Team SII: Sae Miyazawa - SKE48 Team KII: Mina Ōba, Airi Furukawa - SKE48 Team KII / AKB48 Team A: Nao Furuhata - SKE48 Team KII / NMB48 Team M: Nana Yamada - SKE48 Team KII / NMB48 Team BII: Akane Takayanagi - SKE48 Team E: Iwanaga Tsugumi, Umemoto Madoka, Kumazaki Haruka, Satō Sumire, Shibata Aya, Suda Akari - SKE48 Team E / HKT48 Team KIV: Kanon Kimoto - SKE48 Team E / Nogizaka46: Rena Matsui |

| „Hōkago Race” |
| --- |
| - SKE48 Team S: Rion Azuma, Masana Ōya, Ryōha Kitagawa, Risako Gotō, Mieko Satō, Mai Takeuchi, Rika Tsuzuki, Yūka Nakanishi, Haruka Futamura, Chikako Matsumoto, Ami Miyamae, Miki Yakata, Suzuran Yamauchi - SKE48 Team S / AKB48 Team K: Jurina Matsui (środek) - SKE48 Team S / NMB48 Team BII: Miyuki Watanabe - SKE48 Team S / HKT48 Team H: Natsumi Tanaka - SKE48 Team S / SNH48 Team SII: Sae Miyazawa |

| „Coming soon” |
| --- |
| - SKE48 Team KII: Mina Ōba, Airi Furukawa - SKE48 Team KII / NMB48 Team BII: Akane Takayanagi (środek) - SKE48 Team E: Sumire Satō, Aya Shibata, Akari Suda - SKE48 Team E / Nogizaka46: Rena Matsui (środek) - SKE48 Kenkyūsei: Kaori Matsumura |

| „Tomodachi no mama de” |
| --- |
| - SKE48 Team S: Rion Azuma, Ryōha Kitagawa - SKE48 Team S / AKB48 Team K: Jurina Matsui (środek) - SKE48 Team KII: Mina Ōba, Airi Furukawa - SKE48 Team KII / AKB48 Team A: Nao Furuhata - SKE48 Team KII / NMB48 Team BII: Akane Takayanagi - SKE48 Team E: Akari Suda - SKE48 Team E / HKT48 Team KIV: Kanon Kimoto - SKE48 Team E / Nogizaka46: Rena Matsui (środek) |

| „Sayonara kinō no jibun” |
| --- |
| - SKE48 Team KII: Riho Abiru, Yuki Arai, Anna Ishida, Mikoto Uchiyama, Yūna Egō, Mina Ōba, Tomoko Katō, Ruka Kitano, Yukiko Kinoshita, Saki Godō, Sarina Sōda, Yumana Takagi, Natsuki Takatsuka, Yuzuki Hidaka, Airi Furukawa, Honoka Mizuno, Yukari Yamashita, Mizuho Yamada - SKE48 Team KII / AKB48 Team A: Nao Furuhata - SKE48 Team KII / NMB48 Team BII: Akane Takayanagi (środek) - SKE48 Team KII / NMB48 Team M: Nana Yamada |

| „Banana kakumei” |
| --- |
| - SKE48 Team E: Isohara Kyoka, Ichino Narumi, Iwanaga Tsugumi, Umemoto Madoka, Owaki Arisa, Kato Rumi, Kumazaki Haruka, Koishi Kumiko, Kobayashi Ami, Saito Makiko, Sakai Mei, Sato Sumire, Shibata Aya, Suda Akari, Takatera Sana, Tani Marika, Fukushi Nao, Yamada Reika - SKE48 Team E / HKT48 Team KIV: Kimoto Kanon - SKE48 Team E / Nogizaka46: Rena Matsui (środek) |

| „Koi yori mo Dream”                                            |
| -------------------------------------------------------------- |
| - Team E: Akari Suda, Marika Tani - Kenkyūsei: Kaori Matsumura |

## Notowania
| Lista                             | Pozycja |
| --------------------------------- | ------- |
| Oricon Weekly Singles Chart       | 1       |
| Oricon Yearly Singles Chart       | 14      |
| Billboard Japan Hot 100           | 1       |
| Billboard Japan Hot Singles Sales | 1       |